# قصر المعارض والمؤتمرات في مليلية
مركز مليلية للمعارض والمؤتمرات (PEC) هو مركز متعدد الأغراض يُقام فيه الفعاليات الثقافية والمؤتمرات والمعارض والأنشطة المؤسسية. افتُتح في 3 فبراير 1997، ويقع في موقع سينما أفينيدا سابقًا، في قلب المركز التجاري والإداري لمدينة مليلية المستقلة. وقد روّجت جمعية V Centenario لبنائه، باستثمارات بلغت حوالي 400 مليون بيزيتا. 

## تاريخ
أدت الحاجة إلى مساحة مناسبة لإقامة الفعاليات الثقافية والمهنية في مليلية إلى إنشاء مركز الشرطة الموحد. تم بناء المبنى على موقع سينما أفينيدا السابقة، وهي سينما رمزية في المدينة. تم الترويج للمشروع من قبل جمعية V Centenario، وهي كيان مسؤول عن تعزيز مشاريع التنمية في المدينة. بلغ إجمالي الاستثمار 400 مليون بيزيتا، بما في ذلك بناء المبنى ومعداته. في 3 فبراير 1997، افتتح رئيس مدينة مليلية المستقلة، إغناسيو فيلاسكيز ، مركز الشرطة الموحد بحدث تضمن مشاركة أوركسترا سيمفونية مدينة مليلية وجوقة بادري فيكتوريا مليلية. في نفس اليوم، استضاف القصر مؤتمر اتحاد الشرطة الموحد، إيذانًا ببدء نشاطه كمركز للمعارض والمؤتمرات.  

## وصف
مركز بِك هو مبنى مستطيل الشكل يجمع بين العملية والجماليات العصرية. يتميز تصميمه المعماري بإضاءة مساحاته وتعدد استخدامات مرافقه، مما يسمح له باستضافة مجموعة واسعة من الفعاليات الثقافية والمهنية. يضم المبنى قاعة كبيرة تتسع لـ 390 شخصًا، وقاعتين للمؤتمرات تتسع كل منهما لـ 120 شخصًا، بالإضافة إلى مرافق تكميلية متنوعة مثل متجر وكافتيريا وغرف ملابس. تشمل معداته السمعية والبصرية أنظمة عرض، ونظام مخاطبة عامة، وترجمة فورية، ومؤتمرات فيديو، تتكيف مع احتياجات الفعاليات التي يستضيفها. 
يُعدّ مركز مليلية الثقافي عنصرًا أساسيًا في الأجندة الثقافية لمليلية، إذ يستضيف مجموعة واسعة من الأنشطة، مثل المعارض والحفلات الموسيقية والعروض المسرحية ومسلسلات الأفلام والمؤتمرات والندوات. كما تُقام فيه فعاليات مهمة، مثل مسابقة مليلية لكتاب الأغاني، سنويًا، مما يُسهم في الترويج لموسيقى المغنيين وكتاب الأغاني في إسبانيا.  
في السنوات الأخيرة، خضع مركز مليلية الثقافي لأعمال تجديد لمواكبة أحدث اللوائح وتحسين إمكانية الوصول إليه. تشمل هذه الأعمال تحسين وصول ذوي الاحتياجات الخاصة وتحسين مخارج الطوارئ، باستثمار قدره 102,000 يورو. بالإضافة إلى ذلك، أُزيلت العناصر المهددة بالانهيار، وعولجت مشاكل سقف المبنى. تهدف هذه التحسينات إلى تعزيز مكانة مركز مليلية الثقافي كمساحة مثالية للأنشطة الثقافية والمؤتمرات في مليلية.  

## أنشطة
يُعدّ مركز مليلية الثقافي عنصرًا أساسيًا في الأجندة الثقافية لمليلية، إذ يستضيف مجموعة واسعة من الأنشطة، مثل المعارض والحفلات الموسيقية والعروض المسرحية ومسلسلات الأفلام والمؤتمرات والندوات. كما تُقام فيه فعاليات مهمة، مثل مسابقة مليلية لكتاب الأغاني، سنويًا، مما يُسهم في الترويج لموسيقى المغنيين وكتاب الأغاني في إسبانيا.     
- مسابقة المغني وكاتب الأغاني في مدينة مليلية
- أسبوع فيلم مليلية